# اچ‌ام‌اس پمبروک (۱۷۵۷)

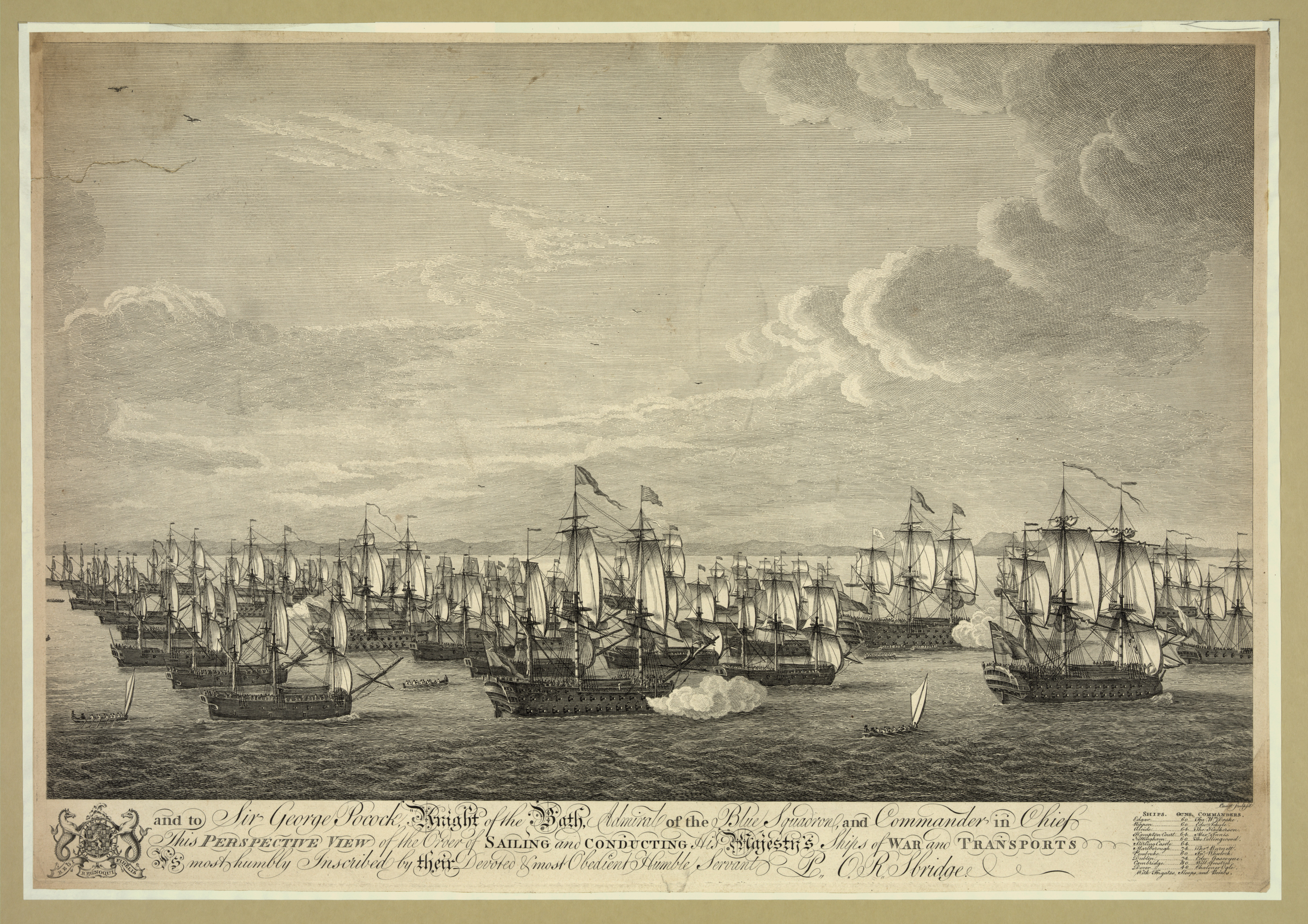
اچ اس ام پمبروک

اچ‌ام‌اس پمبروک (۱۷۵۷) (به انگلیسی: HMS Pembroke (1757)) یک کشتی بود که طول آن ۱۵۶ فوت (۴۷٫۵ متر) بود. این کشتی در سال ۱۷۵۷ ساخته شد.